# Альвар Кавен

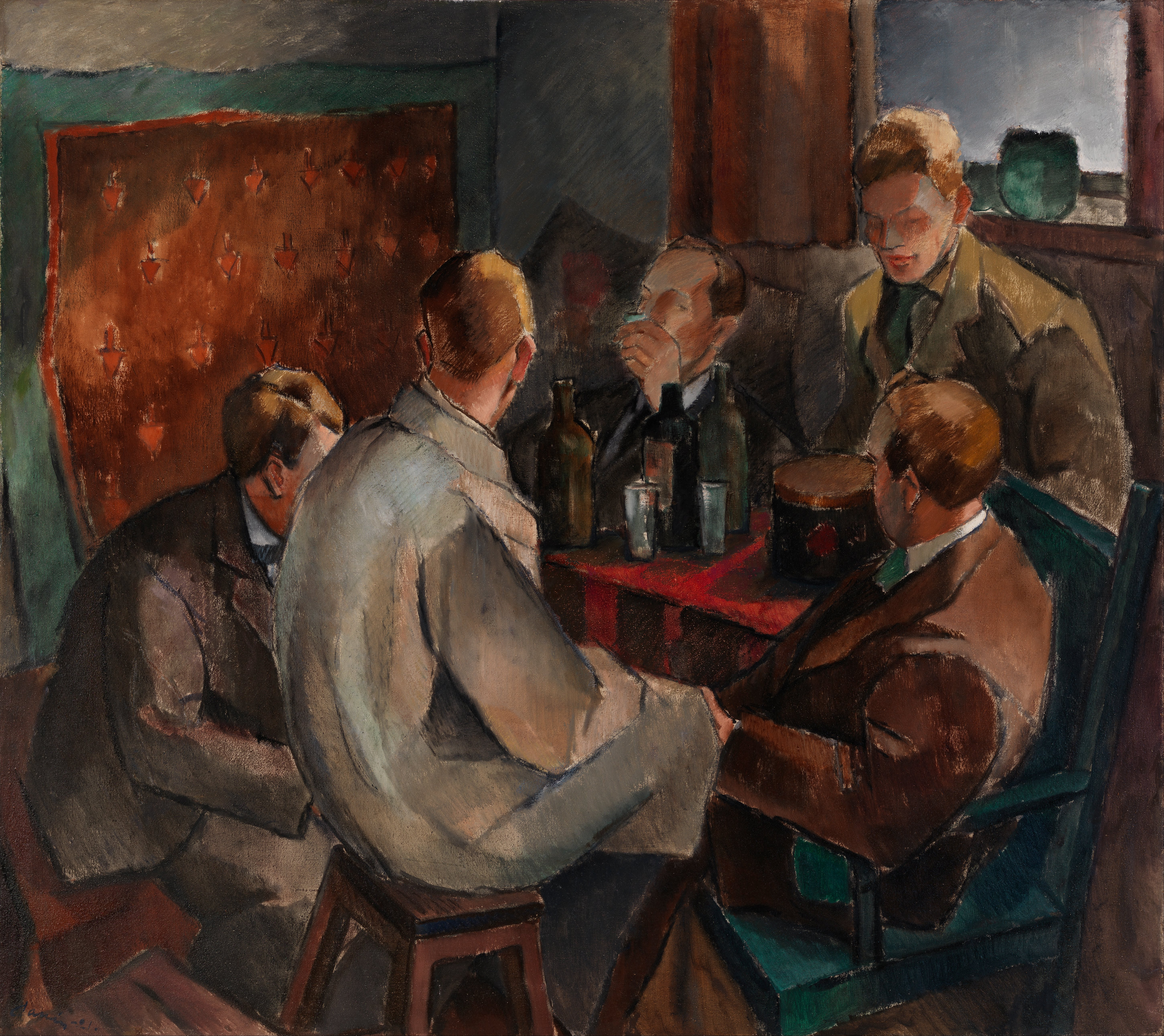
Альвар Кавен. Члени «Листопадової групи» (1921) (EMMA — Еспоо музей сучасного мистецтва (Швеція)

Франс Альвар Альфред Кавен (фін. Alvar Cawén, 8 червня 1886, Корпілагті, Тавастгуська губернія) — фінський художник. Член Академії образотворчого мистецтва Фінляндії (з 1929). Голова Асоціації художників Фінляндії (1929 — 1925).

## Життєпис
Народився в Центральній Фінляндії в сім'ї, що захоплювалася музикою і мистецтвом. Мистецьку освіту здобув в Академії витончених мистецтв в Гельсінкі (1905 — 1907), потім, з 1908 по 1909 рік продовжив навчання в Парижі в студії Саймона Коттета.
Перша виставка робіт художника відбулася у Фінляндії у 1910. У 1912 повернувся до Парижу, звідки вирушив до Бретані, потім др Іспанії.
А. Кавен був серед числа засновників «Листопадової групи» у Фінляндії, що об'єднувала фінських художників і діячів мистецтва — експресіоністів і кубістів.
Після Першої світової війни в 1919 А. Кавен здійснив подорож, побувавши в Данії, Італії, Іспанії та Франції.
З того ж року до 1921 викладав у школі малювання фінського художнього товариства.
У 1924 відвідав низку європейських країн (Італія, Франція, Бельгія і Нідерланди).
У 1929 став членом Академії образотворчих мистецтв Фінляндії; до 1935 був головою Асоціації художників Фінляндії.
Серед його відомих робіт — вівтар для церков у Мянття, Куусанкоскі, Лапінлагті і Сімпеле. Низка картин художника зберігається в колекції Художнього музею Дідріхсена.
Кавен одружився з Рагніт Кавен (1891 — 1981), художницею, яка після його смерті продовжувала малювати. 
Альвар Кавен помер в Гельсінкі і похований на цвинтарі Гієтаніємі.

## Галерея картин

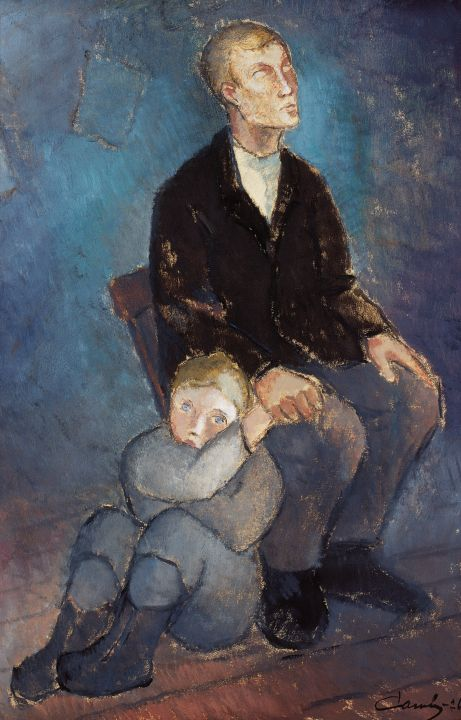
Сліпий
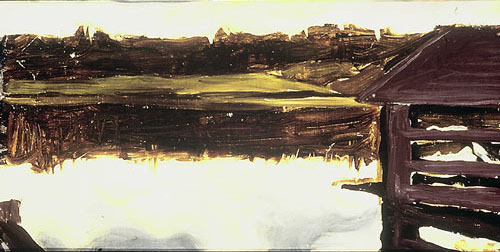
Пейзаж в Корпілагті
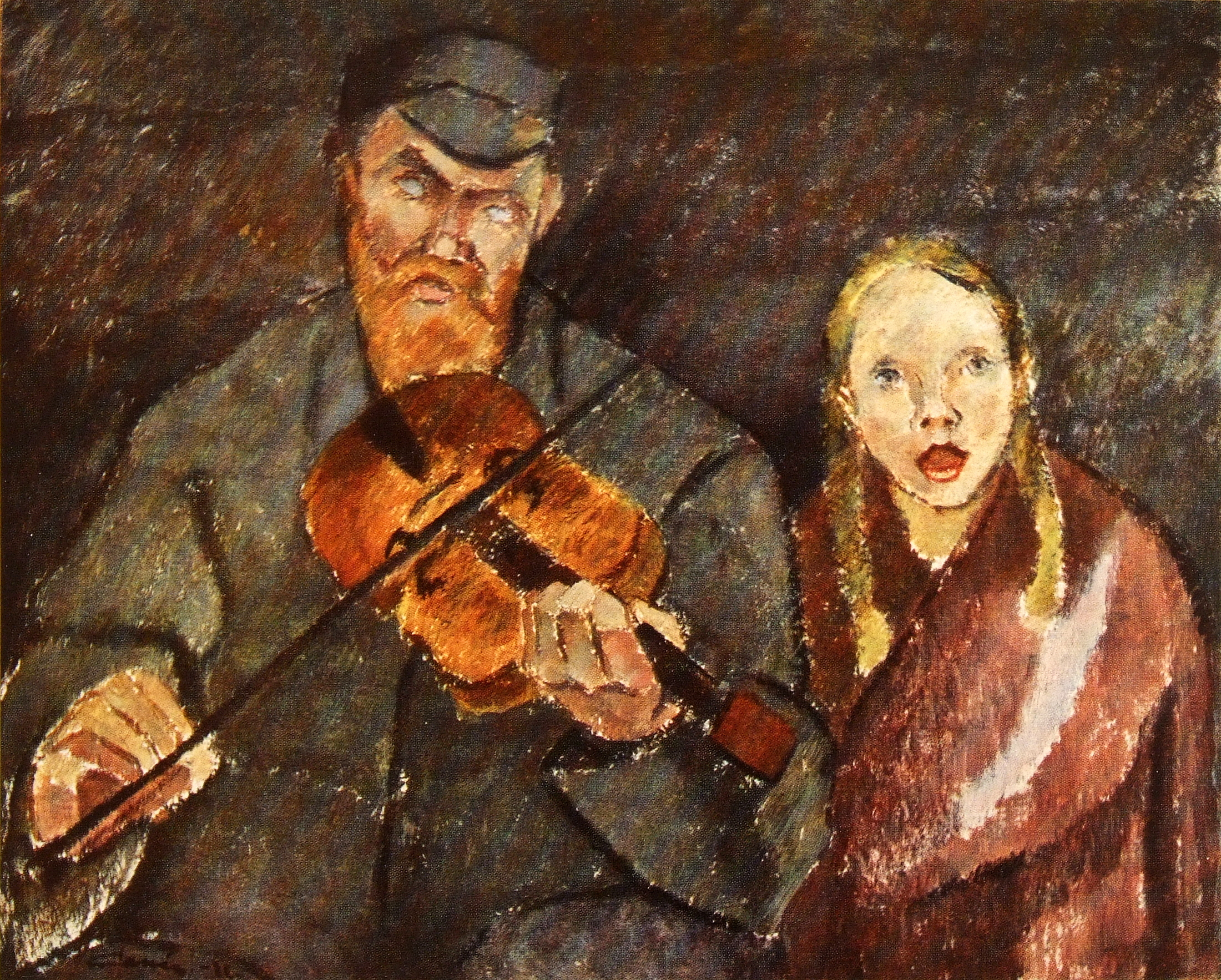
Сліпий музикант
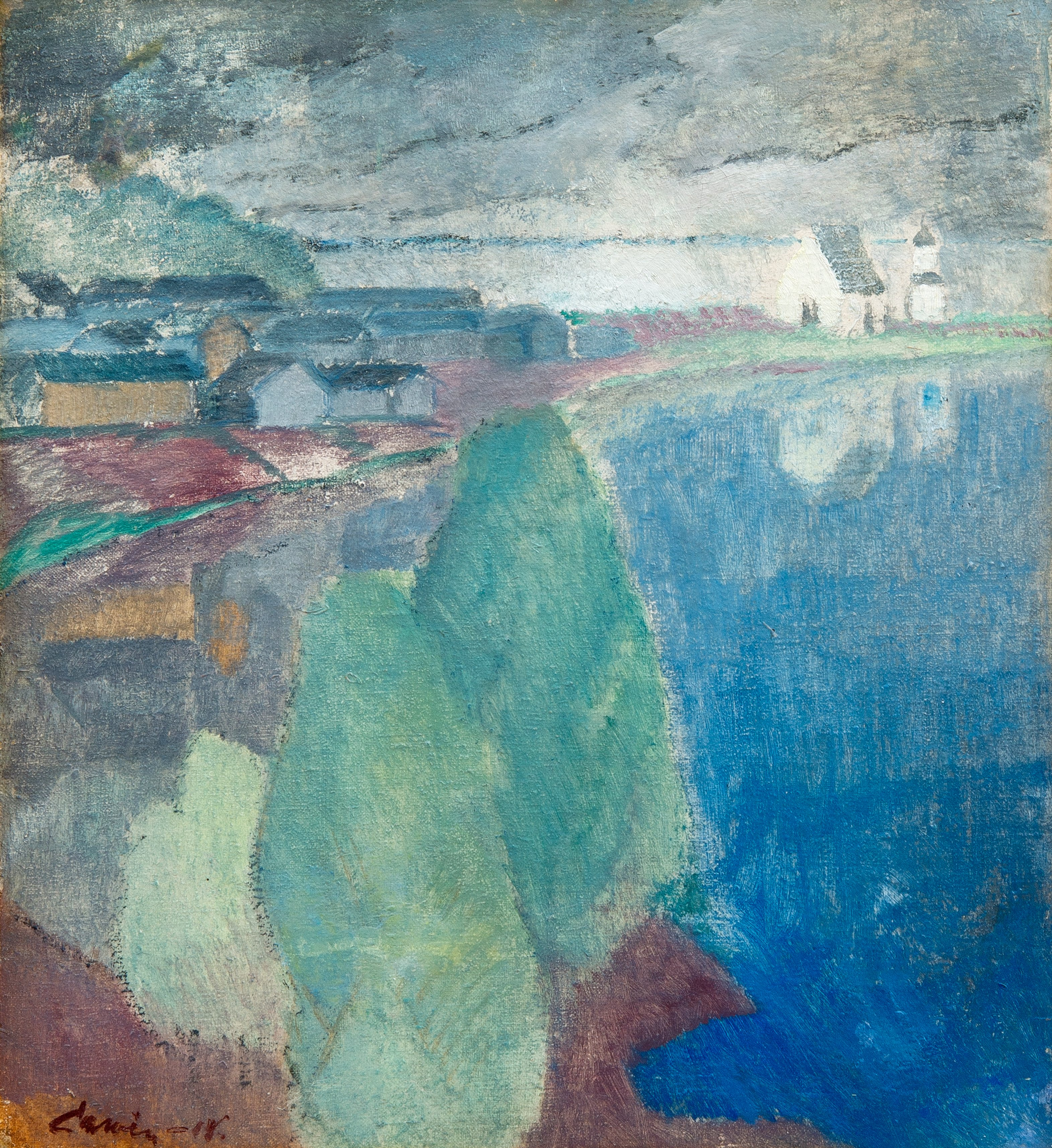
Похмурий день